# Tassara (département)
Tassara est un département de la région de Tahoua au Niger.

## Géographie
Tassara se trouve à la jonction du Sahel et du Sahara, recevant juste assez de précipitations annuelles pour rendre possible le pâturage nomade saisonnier. Le département s'étend au nord-est de la région de Tahoua, sur une superficie de 29 410 km2. Il est frontalier des régions maliennes de Kidal et Ménaka à l'ouest.
| Kidal  | Ingall  | Ingall         |
| Ménaka | Tassara | Ingall         |
| Ménaka | Tillia  | Tchintabaraden |

## Histoire
Le poste administratif de Tassara instauré en 1971, est séparé en 2011 du département de Tchintabaraden et élevé au statut de département.

## Population
Selon le recensement général de la population et de l'habitat de 2012, le département compte 24 457 habitants. De 2001 à 2012, la population a augmenté en moyenne de 2,7 % par an (pour un accroissement national moyen de : 3,9 %). 

## Administration
Le département couvre une unique commune rurale : 
- Tassara